# Iyana Martín Carrión
Iyana Martín Carrión (Oviedo, 18 de gener de 2006) és una jugadora de bàsquet asturiana.
Base, amb catorze anys s'incorporà al club formatiu Segle XXI, amb el qual debutà a la Lliga femenina 2 la temporada 2021-22. El maig de 2024 fitxà pel Perfumerias Avenida. En el seu primer any competint a l'Eurolliga, ha sigut escollida Millor jugadora jove de la competició.
És internacional amb la selecció espanyola en categories de formació, amb la qual ha aconseguit dos subcampionats del Món, en sub-17 (2022), formant part del quintet ideal, i sub-19 (2023), essent escollida MVP del torneig. També ha guanyat la medalla de bronze al Campionat d'Europa sub-16 (2022), essent escollida MVP de la competició. Amb la selecció absoluta debutà el juny de 2024.